# Альф Валландер
Альф Валландер (швед. Alf Wallander; 11 жовтня 1862, Стокгольм — 29 вересня 1914, Стокгольм) — шведський художник, дизайнер.

## Біографія
Альф Валландер народився в Стокгольмі 11 жовтня 1862 року в сім'ї архітектора Адольфа Уолландер і Хільдегарди Софії Блом, племінник художника є Вільгельма Йозефа Уолландер. Художню освіту почав освоювати в 1879—1885 роках у шведській Королівській Академії Мистецтв. Потім поїхав у Париж, де навчався у Ж.-Ж. Бенжамена-Констана і Г. Моро. Після закінчення навчання Валландер писав жанрові композиції, працюючи також і в області прикладного мистецтва. Повернувшись у Швецію, він став художником порцелянової мануфактури в Рерстранді, а з 1900 року працював художнім керівником мануфактури. До його приходу на підприємство порцеляна хоч і виконувалася на високому художньому рівні, та декор мав наслідувальний характер. Валландер вніс нові мотиви, погляди на оформлення порцеляни. Твори Валландера користувалися величезним успіхом.
Двоюрідний брат Альфа — художник Карл Ліндстрем. У музеї-заповіднику «Царське Село» знаходиться декілька предметів, виконаних шведськими майстрами Альфом Валландером і Карлом Ліндстремом.

## Палітра художника
Альфа Валландера називають імпрессіоністом у порцеляні. Працював у кераміці і склі, у металі та текстилі. Валландер зробив великий вплив на формування Югендстилю в декоративно-прикладному мистецтві Швеції, якому властиве поєднання простих геометричних ліній і форм, з одного боку, і дуже багатого декор, з другого.
Його творам властива нерозривна єдність пластичного і мальовничого декору, що характерно для виробів шведської порцелянової мануфактури в Рерстранде.

## Досягнення. Відзнаки
- 1900 р. — майстер отримав золоту медаль на Всесвітній промисловій виставці в Парижі.